# Álex Pereira
Álex Pereira és un exfutbolista veneçolà, nascut a Caracas el 15 de gener de 1977. Ocupava la posició de defensa.
Va militar a la primera divisió espanyola a les files del Recreativo de Huelva. També va jugar amb l'Sporting de Gijón.